# Književnost u 1621.
◄◄ | ◄ | 1618. | 1619. | 1620. | 1621.  | 1622. | 1623. | 1624. | ► | ►►
Arhitektura • Astronomija • Glazba • Kazalište • Kiparstvo • Knjige • Književnost • Kršćanstvo • Medicina • Politika • Pravo • Promet • Slikarstvo • Znanost
Književnost u 1621.

## Hrvatska i u Hrvata

### Književna djela
- Pjesni pokorne kralja Davida Ivana Gundulića

### Rođenja
- 6. lipnja – Petar Zrinski, hrvatski ban, vojskovođa i pjesnik († 1671.)

## Vanjske poveznice
|  | Zajednički poslužitelj ima još gradiva o temi Književnost u 1621. |